# Đường Rama II

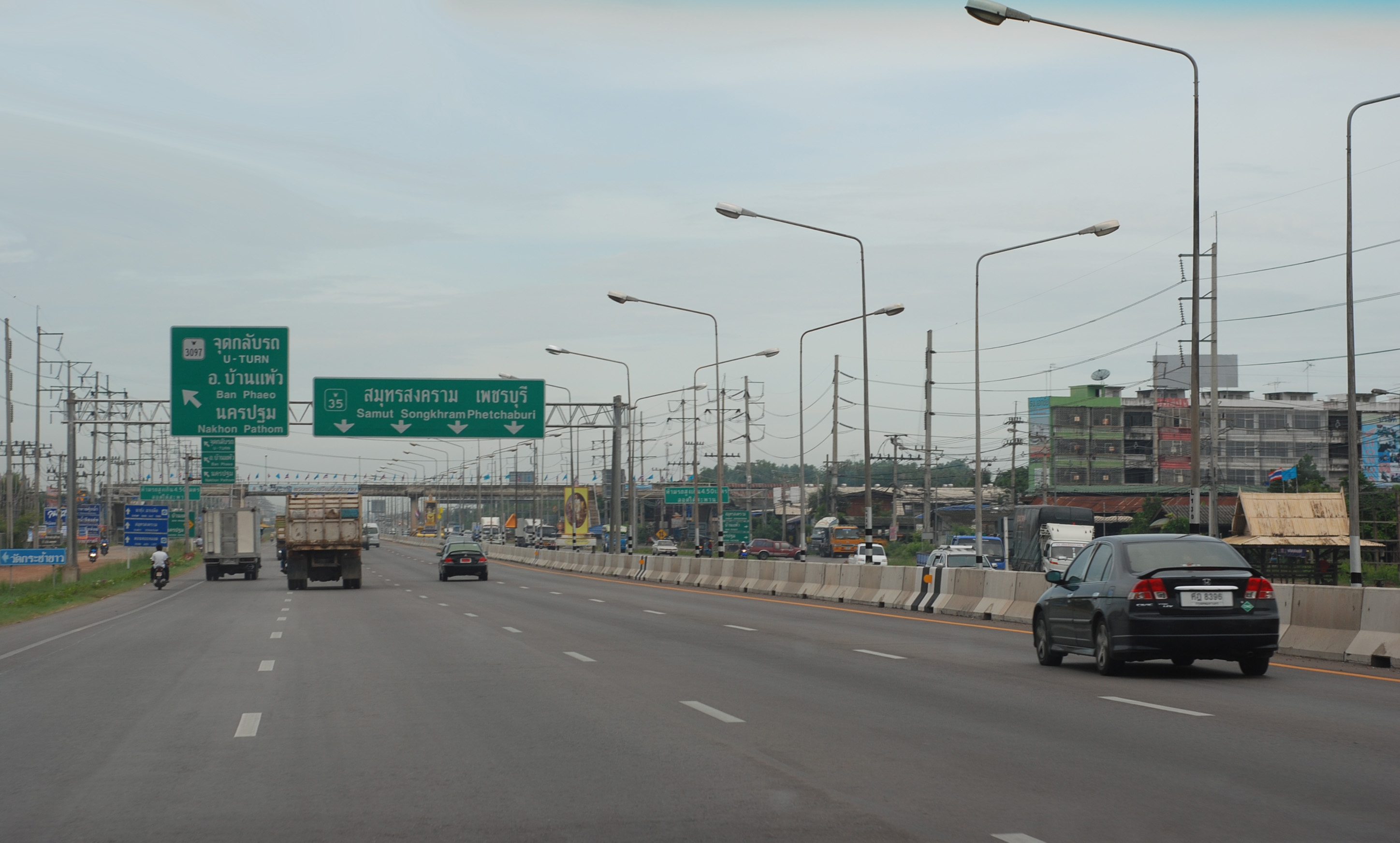
Đường Rama II tại khu vực tỉnh Samut Sakhon

Đường Rama II (tiếng Thái: ถนนพระรามที่ 2, RTGS: Thanon Phra Ram Thi Song; thường gọi tắt là ถนนพระราม 2) hoặc Cao tốc 35 (ทางหลวงแผ่นดินหมายเลข 35) là một tuyến đường ở Thái Lan đi về phía nam. Đường Rama II bắt đầu từ quận Chom Thong tại Thonburi phía Bangkok, đi qua quận Bang Khun Thian đến tỉnh Samut Sakhon. Sau đó đi qua tỉnh Samut Songkhram và kết thúc tại nút giao với Đường Phet Kasem (Cao tốc 4) tại tỉnh Ratchaburi, với tổng chiều dài 84,041 kilômét (52,221 mi). Đoạn đường được quản lý bởi Cục đường cao tốc.
Đường Rama II được xây dựng dưới thời của Thống chế Thanom Kittikachorn với tổng kinh phí xấp xỉ 419 triệu baht và chính thức mở cửa vào ngày 1 tháng 4 năm 1973. Nó được đặt tên là "Rama II" tên của vị vua Phutthaloetla Naphalai (Rama II) thuộc Vương triều Chakri, người được sinh ra tại tỉnh Samut Songkhram ngày nay.
Công trình bắt đầu xây dựng từ giữa thập niên 1970, được chia thành 3 giai đoạn:
1. Thonburi đến Samut Sakhon, độ dài 29 km, kinh phí xây dựng 180 triệu baht
2. Samut Sakhon đếnSamut Songkhram, độ dài 36 km, kinh phí xây dựng 142 triệu baht
3. Samut Songkhram đến nút giao đường Phet Kasem tại km 125,5 trong khu vực Amphoe Pak Tho, tỉnh Ratchaburi, độ dài 19 km, cùng với cầu Somdet Phra Phutthaloetla Naphalai, cây cầu bắc qua Sông Mae Klong, kinh phí xây dựng 99 triệu baht.

Sau khi hoàn thành, con đường trở thành tuyến đường quan trọng rút ngắn thời gian di chuyển đến phía nam, bỏ qua đoạn đường Phet Kasem và giúp chuyển hướng giao thông. Một tác dụng phụ của việc xây dựng con đường là tuyến Đường sắt Maeklong trở nên ít bận rộn và không có lợi nhuận, nhưng không thể đóng cửa do một số làng chỉ sử dụng tàu lửa.